# Saint Honoré (relojes)
Saint Honoré es una marca francesa de relojería fundada en 1885, que ofrece colecciones de relojes para mujer y hombre, así como joyas y accesorios.

## Historia
Fue en 1885 cuando Victorin Frésard, franco-suizo nacido en Charquemont, creó su propia fábrica de relojes. Un siglo más tarde, en 1985, la firma Saint Honoré sucedió oficialmente a la empresa Frésard. La marca toma su nombre de la calle de Saint-Honoré, una dirección parisina legendaria, templo de la alta costura, la joyería y la relojería, y donde Victorin Frésard tenía una boutique a finales del siglo XIX. Desde entonces, Saint Honoré se ha expandido internacionalmente, y exporta sus productos a más de 60 países. Al mismo tiempo, la marca ha modernizado periódicamente sus dos fábricas, ubicadas en La Chaux-de-Fonds y Charquemont. Todos los relojes Saint Honoré se benefician de la etiqueta Swiss Made, una referencia en relojería. Fue en 1993 cuando la marca abrió su primera boutique exclusiva en París antes de trasladarse simbólicamente, en 2004, al número 326 de la calle Saint-Honoré. Después de las colecciones Opéra (1985), Manhattan (1993), Speed Boat (2000), Tourbillon 1885 (2005) y luego Orsay (2005) y Haussman (2007), la marca continuó su expansión abriendo boutiques exclusivas en Shanghái, Baréin, Doha, Riad, Ho Chi Min o incluso Tokio.

## Series limitadas
Series limitadas como el Orsay Black Racing, la Haussman Regatta o la 125th Anniversary Limited Edition enriquecen periódicamente la colección clásica. La colección de alta costura Tourbillon 1885, limitada a 20 piezas, se lanzó en 2005 para conmemorar el 120 aniversario de la marca.

### Joyería y accesorios
El éxito en el sector relojero llevó a la marca a crear dos líneas complementarias: la joyería para mujer y los accesorios para hombre (plumas estilográficas, gemelos, artesanía en piel). Las joyas y los accesorios derivan en gran medida de las colecciones de relojes.

## Publicidad
París está en el centro de la publicidad de la marca. Después de la campaña Get the Paris style lanzada en 2006, fue la campaña Trendy Watchmaker since 1885 la que tomó el relevo. Esta última combina imágenes en blanco y negro en los lugares más bellos de París (Plaza Vendôme, Arco de triunfo o la Torre Eiffel) con los embajadores de la marca.

### Embajadores
Para representar la marca, Saint Honoré eligió a la modelo Esther y al actor Paul Belmondo, que inspiró la serie limitada de relojes Orsay Black Racing.

### Asociaciones
Saint Honoré participa regularmente en eventos deportivos. Desde 2005, la marca se ha asociado notablemente con pilotos aficionados o profesionales como Paul Belmondo, Christophe Tinseau, Eric van de Poele o Didier André como parte de las 24 Horas de Le Mans. En 2008, la marca se convirtió en cronometrador oficial del equipo de vela franco-alemán All4One que compitió en la Copa del América. Por último, cada año, con motivo del abierto de Francia de golf femenino, Saint Honoré premia a las ganadoras con sus últimas creaciones.
Charlélie Couture ha pintado varios cuadros para la marca, uno de los cuales se expone en la boutique de París.